# Montmajor
Montmajor és un municipi del sud de la comarca del Berguedà.

## Geografia
- Llista de topònims de Montmajor (Orografia: muntanyes, serres, collades, indrets..; hidrografia: rius, fonts...; edificis: cases, masies, esglésies, etc).

El terme municipal està format per quatre sectors força allunyats. El sector principal, en el que hi ha un entrant pronunciat del municipi solsonenc de Navès. L'enclavament de Catllarí (5,45 km²), al nord, entre Fígols, Castellar del Riu i Guixers. L'enclavament de Comaposada (8,01 km²), que està separat del sector principal per l'Espunyola. I el de Valielles (3,20 km²), enclavat a l'interior del Solsonès, entre les serres de Busa i de Valielles.
S'hi troba el poblat ibèric de Sant Miquel de Sorba, Poblat de la tribu dels bargusis.
| Entitat de població    | Habitants (2023) |
| Montmajor              | 282              |
| Gargallà               | 75               |
| Sorba                  | 35               |
| Sant Feliu de Lluelles | 35               |
| el Pujol de Planès     | 31               |
| Correà                 | 24               |
| Font: Idescat          |                  |

| 1497 f | 1515 f | 1553 f | 1717 | 1787 | 1857  | 1877 | 1887 | 1900 | 1910 |
| ------ | ------ | ------ | ---- | ---- | ----- | ---- | ---- | ---- | ---- |
| 15     | 29     | 30     | 364  | 594  | 1.239 | 690  | 691  | 694  | 734  |

| 1920 | 1930 | 1940 | 1950  | 1960 | 1970 | 1981 | 1990 | 1992 | 1994 |
| ---- | ---- | ---- | ----- | ---- | ---- | ---- | ---- | ---- | ---- |
| 772  | 866  | 941  | 1.016 | 744  | 759  | 739  | 656  | 485  | 485  |

| 1996 | 1998 | 2000 | 2002 | 2004 | 2006 | 2008 | 2010 | 2012 | 2014 |
| ---- | ---- | ---- | ---- | ---- | ---- | ---- | ---- | ---- | ---- |
| 499  | 488  | 473  | 465  | 459  | 463  | 472  | 483  | 473  | 476  |

| 2016 | 2018 | 2020 | 2022 | 2024 | 2026 | 2028 | 2030 | 2032 | 2034 |
| ---- | ---- | ---- | ---- | ---- | ---- | ---- | ---- | ---- | ---- |
| 471  | 465  | 469  | 484  | 472  | -    | -    | -    | -    | -    |

## Llocs d'interès i patrimoni

### Patrimoni Arquitectònic i museístic
- Torrent Bernat
- Museu d'Art del Bolet[2]

#### Castells
- Castell de Montmajor
- Castell de Querol

#### Edificis religiosos
Sant Esteve del Pujol

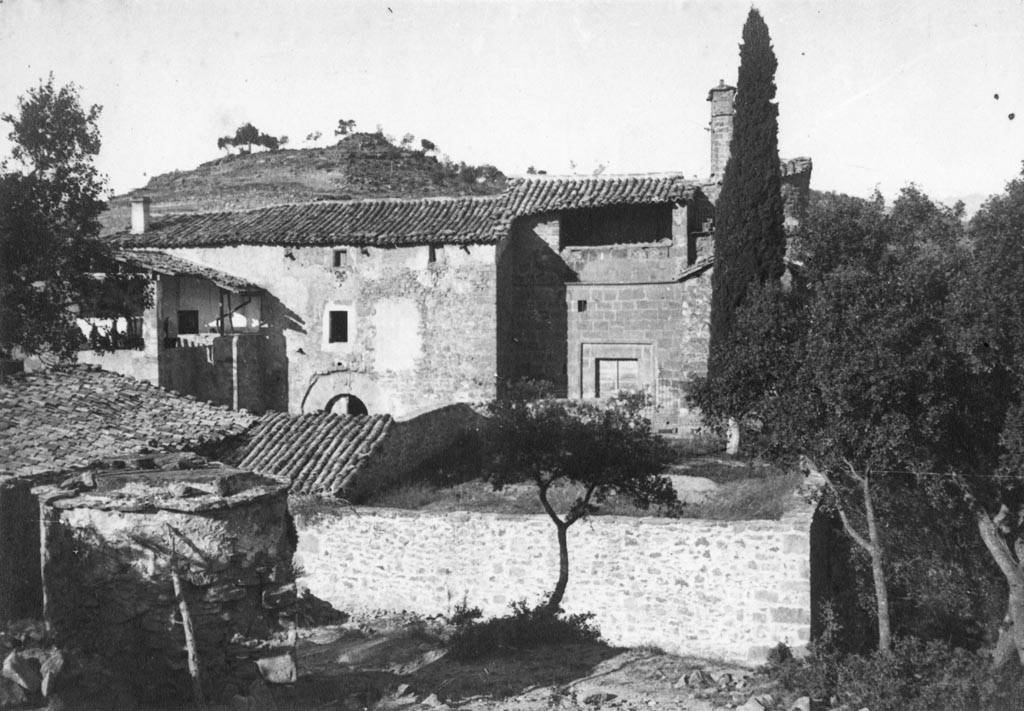
El Pujol de Planés i església de Sant Esteve entre 1890 i 1923

A continuació hi ha una llista de les esglésies i capelles de Montmajor, indicant a quina parròquia pertanyen:
- Sant Andreu de Valielles. Anteriorment fou església sufragània de Busa i més tard de Sisquer. En l'actualitat és una capella particular que depèn de la Parròquia de la Vall de Guixers.
- Sant Andreu de Gargallà. Parròquia de Gargallà.
- Parròquia del Pujol de Planès.
- Santa Maria de Sorba. Parròquia de Sorba. Hi ha el Martyrium de Sant Eudald
- Sant Feliu de Lluelles. Parròquia.
- Santa Maria de Preixana, sufragània de Sant Feliu de Lluelles
- Sant Jaume dels Bancs (o Boixadera dels Bancs). Anteriorment era sufragània de el Cint. A l'enclavament de Comaposada.
- Sant Jaume de Codonyet. Església sufragània de Sorba.
- Sant Julià de Pegueroles (Navès). Antiga sufragània de Pegueroles. Està en runes.
- Sant Martí de les Canals de Catllarí, a Catllarí. Antiga sufragània de Llinars.
- Sant Martí de Correà. Parròquia de Correà.
- Sant Martí de Pegueroles (Navès). Antiga parròquia. Actualment no és apta per al culte.
- Sant Martí de Tentellatge (Navès). Sufragània de Sant Feliu de Lluelles.
- Sant Miquel de Comaposada. Antiga sufragània de Correà, a l'enclavament de Comaposada.
- Sant Miquel de Sorba. És una capella particular.
- Sant Salvador de Coll s'Alzina. Antiga sufragània de Correà en runes.
- Sant Sadurní de Montmajor. Parròquia de Montmajor.
- Sant Sadurní del Castell de Montmajor. Antiga església del Castell de Montmajor.
- Santa Bàrbara. Capella particular de la masia la Sala de Llobets.
- Santa Creu. Antiga sufragània de Montclar.
- Santa Magdalena, anteriorment Sant Serni de Fígols. És una sufragània de Gargallà.
- Santa Margarida, capella particular de Tentellatge, en runes.
- Santa Maria d'Aguilar. Antiga sufragània de Sant Feliu de Lluelles.
- Santa Maria del Querol. Antiga parròquia i posteriorment sufragània de Montmajor. Actualment està en runes.
- Ermita de Santa Maria dels Torrents.
- Ermita de Santa Maria de la Torreta. Sufragània de Sant Feliu de Lluelles.
- Capella dels Sants Metges. De la casa les Cots de Correà.

### Patrimoni immaterial, festes i folklore

#### Ball de Cascavells de la Torreta
L'últim diumenge d'abril se celebra la Festa Major de la Torreta, a la Parròquia de Sant Feliu de Lluelles. La festa comença amb la missa al migdia que es clou amb el cant dels goigs i es reparteix un pom de flors als assistents. Segons la història oral (recollida per Ramon Viladés), el ball de cascavells va tenir alts i baixos, segons la situació socio-política de la zona i després de patir durant les guerres carlines, es va restaurar l'any 1923. Tot i que no es conserva documentació escrita d'aquest ball, ja al segle xix era considerat una tradició, però abans s'havia celebrat el 2 de febrer, per la Festa de la Candelera i es va canviar degut al mal temps hivernal poc després de la Guerra Civil espanyola. El ball, que en l'actualitat es balla davant l'ermita de la Torreta, a prop de la masia de Can Jané, s'havia ballat a llocs com l'era de Can Besora i al Cap de la Barraca.
Antigament només podien ballar el ball els joves solters però des de la dècada de 1940, a causa del despoblament de la regió, és ballat tant per nois com noies, solters i casats i el nombre de balladors no és fix. Respecte a la música, abans s'havia ballat al ritme d'una cançó acompanyada per un violí, posteriorment s'ha ballat acompanyat per una cobla o per mitjans mecànics. Les noies i dones que ballen van vestides amb una faldilla estampada, blusa blanca, llaç vermell al coll, mitjons blancs i espardenyes de vetes vermelles i els homes i nois porten pantaló blau marí, faixa vermella, camisa blanca, llaç vermell al col, mitjons blancs, espardenyes de vetes vermelles i cascavells.